# Torneo di Mosca 1925

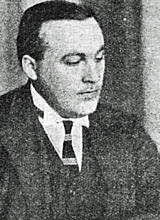
Il vincitore del torneo, Efim Bogoljubov

Il torneo di Mosca 1925 è stato il primo torneo internazionale di scacchi organizzato nell'Unione Sovietica. Finanziato con fondi statali, si svolse a Mosca dal 10 novembre all'8 dicembre 1925, sotto la supervisione di Nikolai Krylenko.
Vi parteciparono undici giocatori stranieri e dieci sovietici. Erano presenti il campione del mondo in carica José Raúl Capablanca, il suo predecessore Emanuel Lasker e gran parte dei più forti giocatori dell'epoca, con l'eccezione di Aleksandr Alechin, emigrato pochi anni prima in Francia e non invitato dalle autorità sovietiche. 
Come nel grande torneo dell'anno precedente, New York 1924, era attesa una lotta tra Capablanca e Lasker per la vittoria finale. Tuttavia prevalse Efim Bogoljubov, sovietico di etnia ucraina, con un punto e mezzo di vantaggio su Lasker, che superò ancora, sia pure con il minimo scarto, Capablanca. 
L'evento suscitò grande interesse tra i cittadini sovietici, con centinaia di spettatori nell'Hotel Metropol', dove si svolgevano le partite, e migliaia all'esterno, dove erano state approntate scacchiere murali. Bogoljubov venne festeggiato come un eroe nazionale, ma solo un anno dopo, nel 1926, lasciò l'Unione Sovietica e diventò un cittadino tedesco. In seguito sia Bogoljubov che Alechin vennero bollati come "rinnegati" dal regime sovietico.
Il film muto La febbre degli scacchi del 1925, diretto da Vsevolod Pudovkin, mostra diverse scene del torneo, con Capablanca come attore che interpreta se stesso.

## Tabella del torneo
| #  | Giocatore                 | 1 | 2 | 3 | 4 | 5 | 6 | 7 | 8 | 9 | 10 | 11 | 12 | 13 | 14 | 15 | 16 | 17 | 18 | 19 | 20 | 21 | Totale |
| -- | ------------------------- | - | - | - | - | - | - | - | - | - | -- | -- | -- | -- | -- | -- | -- | -- | -- | -- | -- | -- | ------ |
| 1  | Efim Bogoljubov           | * | ½ | 0 | ½ | 1 | 1 | 0 | ½ | 1 | 1  | ½  | 1  | 1  | ½  | 1  | 1  | 1  | 1  | 1  | 1  | 1  | 15½    |
| 2  | Emanuel Lasker            | ½ | * | ½ | 1 | ½ | 0 | ½ | 1 | ½ | 1  | 1  | 1  | 1  | 1  | 0  | ½  | 1  | ½  | ½  | 1  | 1  | 14     |
| 3  | José Raúl Capablanca      | 1 | ½ | * | 1 | 1 | ½ | ½ | ½ | ½ | 0  | 1  | 0  | ½  | ½  | ½  | ½  | 1  | 1  | 1  | 1  | 1  | 13½    |
| 4  | Frank James Marshall      | ½ | 0 | 0 | * | ½ | 0 | 1 | 1 | ½ | 0  | 1  | 1  | 1  | 1  | 1  | 1  | ½  | 0  | ½  | 1  | 1  | 12½    |
| 5  | Savelij Tartakover        | 0 | ½ | 0 | ½ | * | ½ | 1 | ½ | ½ | ½  | ½  | 1  | 1  | 1  | ½  | 1  | 1  | ½  | ½  | ½  | ½  | 12     |
| 6  | Carlos Torre Repetto      | 0 | 1 | ½ | 1 | ½ | * | ½ | 0 | ½ | ½  | 0  | 1  | ½  | ½  | 1  | ½  | 0  | 1  | 1  | 1  | 1  | 12     |
| 7  | Richard Réti              | 1 | ½ | ½ | 0 | 0 | ½ | * | 1 | 0 | 1  | 1  | ½  | 0  | ½  | ½  | 1  | 1  | ½  | 1  | ½  | ½  | 11½    |
| 8  | Pëtr Romanovskij          | ½ | 0 | ½ | 0 | ½ | 1 | 0 | * | 1 | 0  | ½  | 1  | 0  | 0  | 1  | 1  | 1  | ½  | 1  | 1  | 1  | 11½    |
| 9  | Ernst Grünfeld            | 0 | ½ | ½ | ½ | ½ | ½ | 1 | 0 | * | 1  | ½  | ½  | ½  | 0  | ½  | 1  | 1  | ½  | ½  | ½  | ½  | 10½    |
| 10 | Aleksandr Il'in-Ženevskij | 0 | 0 | 1 | 1 | ½ | ½ | 0 | 1 | 0 | *  | ½  | 0  | 1  | ½  | 0  | ½  | 1  | ½  | ½  | 1  | 1  | 10½    |
| 11 | Fedir Bohatyrčuk          | ½ | 0 | 0 | 0 | ½ | 1 | 0 | ½ | ½ | ½  | *  | ½  | ½  | 1  | ½  | 1  | ½  | ½  | ½  | ½  | 1  | 10     |
| 12 | Boris Verlins'kyj         | 0 | 0 | 1 | 0 | 0 | 0 | ½ | 0 | ½ | 1  | ½  | *  | 1  | 1  | 1  | ½  | 0  | 1  | ½  | 1  | 0  | 9½     |
| 13 | Rudolf Spielmann          | 0 | 0 | ½ | 0 | 0 | ½ | 1 | 1 | ½ | 0  | ½  | 0  | *  | 1  | 1  | ½  | ½  | 1  | ½  | 0  | 1  | 9½     |
| 14 | Akiba Rubinstein          | ½ | 0 | ½ | 0 | 0 | ½ | ½ | 1 | 1 | ½  | 0  | 0  | 0  | *  | 1  | 0  | 0  | 1  | 1  | 1  | 1  | 9½     |
| 15 | Grigorij Levenfiš         | 0 | 1 | ½ | 0 | ½ | 0 | ½ | 0 | ½ | 1  | ½  | 0  | 0  | 0  | *  | 1  | 1  | ½  | ½  | 1  | ½  | 9      |
| 16 | Il'ja Rabinovič           | 0 | ½ | ½ | 0 | 0 | ½ | 0 | 0 | 0 | ½  | 0  | ½  | ½  | 1  | 0  | *  | 1  | ½  | 1  | 1  | 1  | 8½     |
| 17 | Frederick Yates           | 0 | 0 | 0 | ½ | 0 | 1 | 0 | 0 | 0 | 0  | ½  | 1  | ½  | 1  | 0  | 0  | *  | 1  | ½  | 0  | 1  | 7      |
| 18 | Friedrich Sämisch         | 0 | ½ | 0 | 1 | ½ | 0 | ½ | ½ | ½ | ½  | ½  | 0  | 0  | 0  | ½  | ½  | 0  | *  | 0  | 1  | 0  | 6½     |
| 19 | Solomon Gotthilf          | 0 | ½ | 0 | ½ | ½ | 0 | 0 | 0 | ½ | ½  | ½  | ½  | ½  | 0  | ½  | 0  | ½  | 1  | *  | 0  | ½  | 6½     |
| 20 | Fedir Duz-Chotymyrs'kyj   | 0 | 0 | 0 | 0 | ½ | 0 | ½ | 0 | ½ | 0  | ½  | 0  | 1  | 0  | 0  | 0  | 1  | 0  | 1  | *  | 1  | 6      |
| 21 | Nikolaj Zubarev           | 0 | 0 | 0 | 0 | ½ | 0 | ½ | 0 | ½ | 0  | 0  | 1  | 0  | 0  | ½  | 0  | 0  | 1  | ½  | 0  | *  | 4½     |